# Lars Møller (Redakteur)

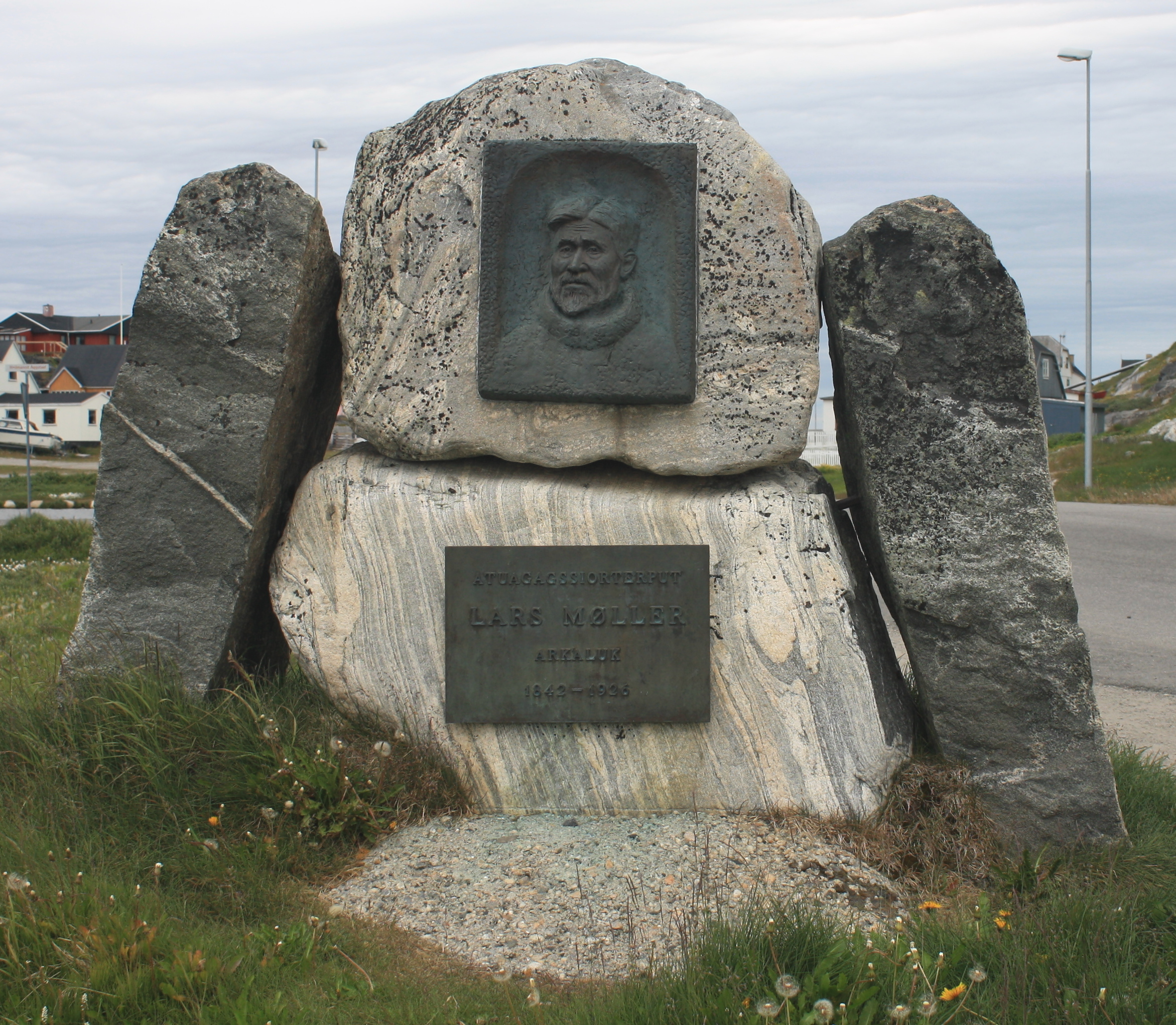
Gedenkstein für Lars Møller in Nuuk (2014)

Lars Peter Silas Mathæus „Arĸaluk“ Møller (* 9. Januar 1842 in Nuuk; † 20. Januar 1926 ebenda) war ein grönländischer Redakteur, Buchdrucker, Lithograf, Zeichner, Übersetzer, Dolmetscher und Expeditionsteilnehmer.

## Leben

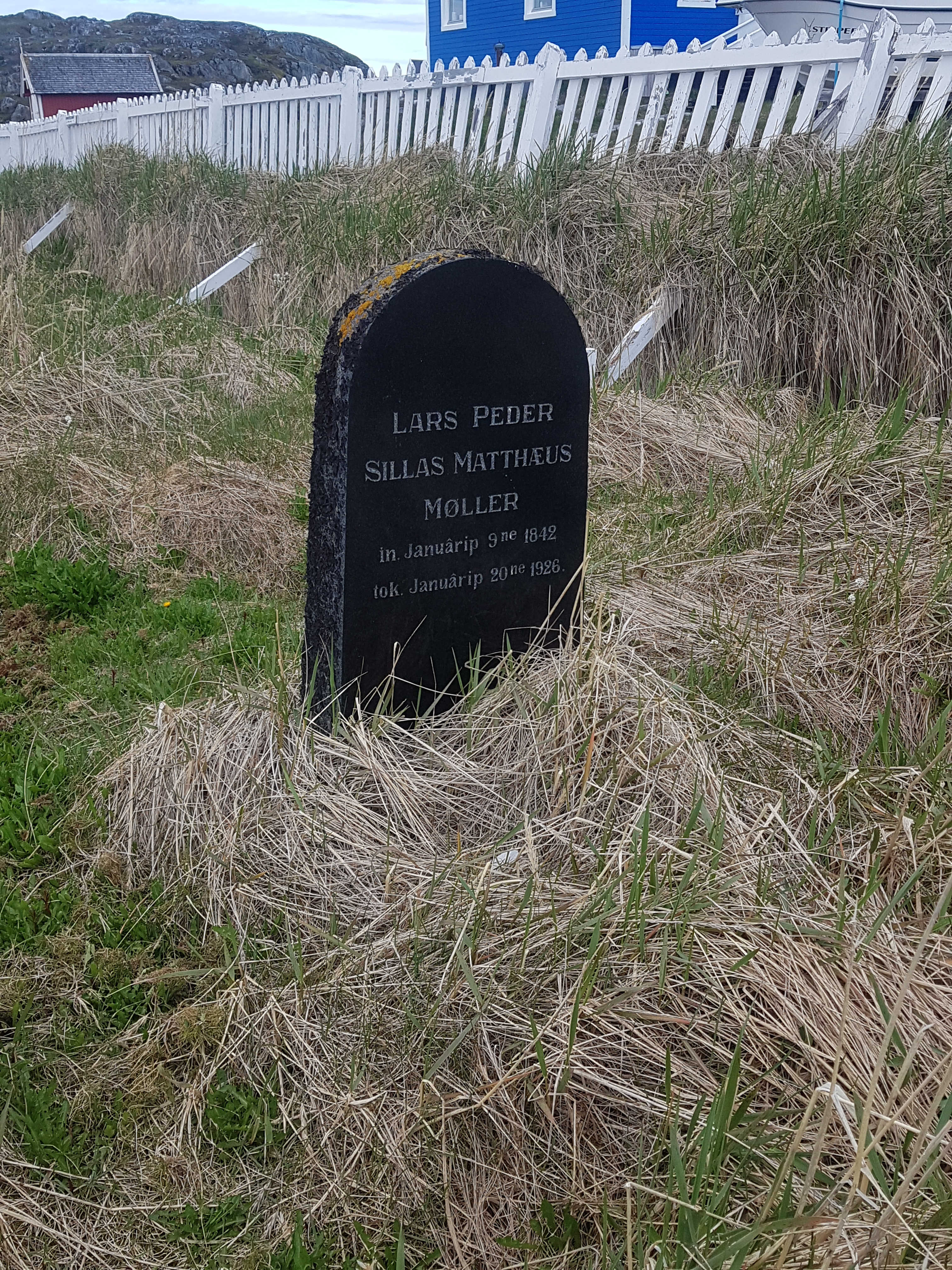
Lars Møllers Grab auf dem alten Friedhof in Nuuk (2022)

Lars Møller war der Sohn von Peter Erik Møller (1816–1897) und seiner Frau Ane Elisabeth Karen Lynge (1817–1905).
Er wurde zuerst als Jäger und Fischer erzogen, aber als Inspektor Hinrich Johannes Rink 1857 die Druckerei in Nuuk eröffnete, begann der erst 15-jährige Lars Møller dort als Helfer und Lehrling. Er ließ sich 1861 für ein halbes Jahr in Dänemark von Rink in Typografie und Lithografie weiterausbilden und kehrte dann zurück zur Druckerei, in der von da an die Atuagagdliutit gedruckt wurde. 1873/74 löste er Rasmus Berthelsen als Redakteur der Atuagagdliutit ab. Die Geschichten in der Zeitung illustrierte er eigenhändig mit Farbdruck und seine Zeitung wird als Mittel der Erweckung des Leseinteresses der Grönländer im ausgehenden 19. Jahrhundert gesehen. Er übersetzte auch aus dem Dänischen, um die Atuagagdliutit mit Texten zu befüllen. Sein Wissen über Land und Leute und seine Arbeit wirkten sich merklich auf die grönländisch-dänische Vernetzung aus, in dem er für die zahlreichen Inspektoren während seiner Amtszeit als Dolmetscher fungierte und als Fachperson ihnen ihr Inspektorat näherbrachte. Auch für die in Grönland verkehrenden Polarforscher stellte er eine wichtige Informationsquelle dar, so begleitete er Adolf Erik Nordenskiöld bei seiner Expedition 1883 und fertigte dabei auch eine Vielzahl von Zeichnungen an. 1922 wurde der mittlerweile 80-jährige Lars Møller nach 65 Jahren Arbeit von Kristoffer Lynge nachgefolgt.
Am 10. Februar 1867 heiratete er Louise Malene Kristiane Rasmussen (1847–1928), Tochter des Jagdführers Peter Rasmussen (1802–1864) und seiner Frau Ane Kathrine Platou (1813–1885), Tochter des Inspektors Christian Alexander Platou. Aus der Ehe gingen unter anderem der Buchdrucker und Fotograf John Møller (1867–1935) und der Künstler Stephen Møller (1882–1909) hervor. Er war ab 1892 Träger der Fortjenstmedaljen in Silber und ab 1917 Ritter des Dannebrogordens. Er starb Anfang 1926 kurz nach seinem 84. Geburtstag.